# City Angels
City Angels es una asociación italiana de voluntarios con sede en Milán. Fue fundada en 1994 por el periodista y profesor universitario Mario Furlan.

## Historia
La organización nació el 7 de septiembre de 1994 en Milán como un grupo laico, multiétnico, gay-friendly y antirracista de voluntarios inspirado en los Guardian Angels de Nueva York, aunque concebido para combinar seguridad ciudadana con ayuda humanitaria.  
El primer equipo colaboró con un albergue para personas sin hogar dirigido por el camilo Ettore Boschini cerca de la estación Milano Centrale. Tras varios meses de actividad de base, los City Angels se inauguraron formalmente el 8 de febrero de 1995 en la iglesia del Carmine, en el barrio de Brera.
En 2007 abrieron Casa Silvana, un refugio nocturno municipal dedicado a una mujer sin techo asesinada, inaugurado por la entonces alcaldesa Letizia Moratti.  
Posteriormente el ayuntamiento les confió otros centros de acogida; en 2014 gestionaban tres instalaciones con unas 400 plazas y, en 2016, inauguraron un albergue de 130 camas en Niguarda bautizado «Elio Fiorucci», en homenaje al diseñador que creó el logotipo del grupo.  
En 2017 pusieron en marcha la Oasi del clochard, un poblado de casas prefabricadas levantado sobre un antiguo campamento romaní, clausurado en 2019 al no renovarse el alquiler del terreno.  
Desde 2020 la asociación gestiona alojamientos en Monza, Varese y, desde 2023, Sondrio.
Durante el confinamiento por la COVID-19 (marzo-mayo de 2020) los voluntarios repartieron comida, medicamentos, mascarillas y desinfectante a personas mayores, con discapacidad y sin hogar en todas las ciudades donde operan, y mantuvieron abiertos comedores y duchas públicas en Roma, Bergamo y Monza cuando otros operadores cerraron.
Tras el estallido de la guerra en Ucrania en 2022, las secciones de Roma, Milán, Bergamo, Voghera, Monza, Parma y Campomarino coordinaron la recogida y el envío de artículos de primera necesidad a la zona en conflicto.
A 2024 la red cuenta con presencia en 20 ciudades italianas y dos suizas.

## Voluntarios
Los voluntarios son ciudadanos particulares que asisten a personas en situación de exclusión social o económica (personas sin hogar, consumidores de sustancias, trabajadoras sexuales, migrantes, mayores, personas con discapacidad, víctimas de delitos, presos y animales abandonados). Muchos compaginan su empleo o estudios diurnos con las patrullas nocturnas o de fin de semana.
El uniforme, sin armas, consta de pantalón y calzado negro, chaqueta o camiseta roja y boina azul diseñada a semejanza de los Cascos Azules de la ONU.

## Formación
Quienes deseen unirse deben superar un test psico-aptitudinal y completar un curso de 20 horas sobre primeros auxilios, derecho penal, psicología, comunicación y adicciones. También aprenden Wilding, un sistema de defensa personal desarrollado por Furlan.

## Emblema
El logotipo, obra del diseñador Elio Fiorucci, muestra un águila con las alas extendidas que protege el perfil urbano de una ciudad; sobre la imagen figura el nombre «City Angels» y debajo el lema «Solidarietà e Sicurezza».

## Decreto Maroni
A comienzos de 2009, el ministro del Interior Roberto Maroni impulsó un «decreto de seguridad» (llamado popularmente Decreto Maroni) que autorizaba las rondas ciudadanas de voluntarios desarmados. Los City Angels se citaron a menudo como ejemplo de patrullas exitosas en ciudades como Milán, y varios alcaldes (Roma, Turín) expresaron su preferencia por colaborar con ellos antes que crear nuevas rondas. La asociación no se inscribió en el registro previsto por la norma, pues Furlan sostuvo que sus miembros son trabajadores sociales, no patrullas de seguridad.

## Operaciones
En Italia los City Angels están activos, entre otras, en Milán, Roma, Turín, Monza, Parma, Brescia, Bérgamo, Voghera, Ancona, Sondrio, Novara, Como, Varese, Campomarino, Lecco, Palermo, Génova, Busto Arsizio, Gallarate y Saronno.
En Suiza la división se encuentra en Lugano desde 2014 y, desde 2018, también en Chiasso, donde coopera con la policía fronteriza.